# Лейн, Джон
Джон Лейн (англ. Jon Philip Lane; род. 17 августа 1949) — фигурист из Великобритании, бронзовый призёр чемпионата мира 1968 года, серебряный призёр чемпионата Европы 1968 года в танцах на льду. Выступал в паре с Джанет Соубридж.
В настоящее время работает тренером по фигурному катанию в Канаде. В частности, тренировал такую танцевальную пару, как Ванесса Крон/Поль Пуарье (чемпионы Канады 2011 года).

## Спортивные достижения
(с  Джанет Соубридж)
| Соревнования/Сезоны       | 1966 | 1967 | 1968 | 1969 | 1970 | 1971 |
| ------------------------- | ---- | ---- | ---- | ---- | ---- | ---- |
| Чемпионаты мира           | 6    | 4    | 3    | 4    | 7    | 6    |
| Чемпионаты Европы         | 6    | 4    | 3    | 2    |      |      |
| Чемпионаты Великобритании | 3    | 3    | 3    | 2    |      |      |